# Смокинг

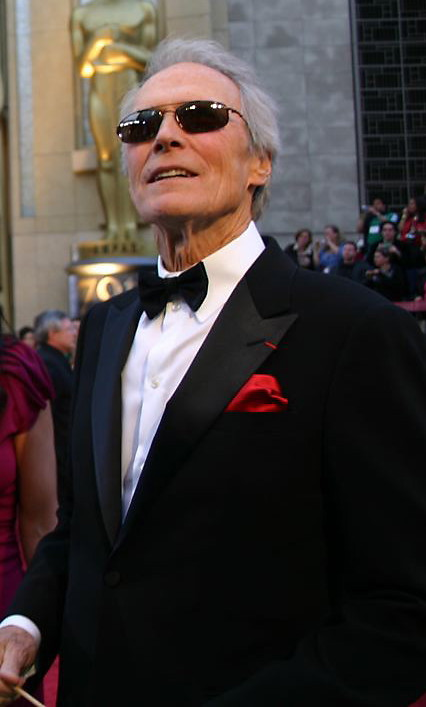
Клинт Иствуд в смокинге (black tie)

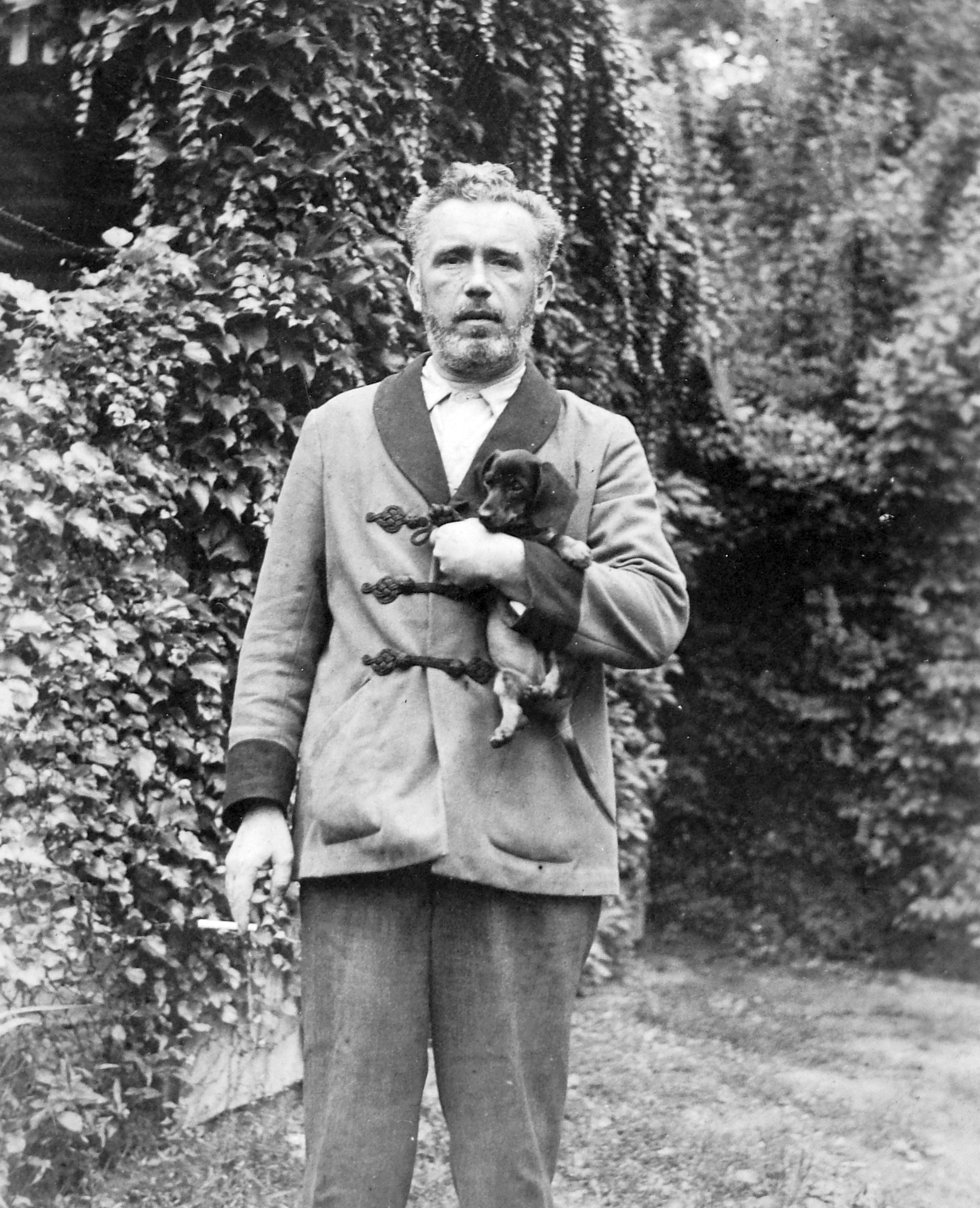
Мужчина в домашнем смокинге (smoking jacket). 1930 г.

Смо́кинг (англ. smoking jacket, smoking — пиджак ), black tie, dinner suit или dinner jacket (в Англии), tuxedo (в США) — вечерний чёрный или темно-синий костюм, состоящий из пиджака с обшитыми шелком лацканами и брюк с идентичными лацканам лампасами. К смокингу полагаются белая рубашка с «французскими манжетами» для запонок, чёрный галстук-бабочка (откуда и название дресс-кода — black tie, то есть «чёрный галстук»), черные туфли, предпочтительно типа oxford (хотя допустимы и некоторые виды туфель без шнуровки) и чёрный жилет с низким вырезом либо пояс-кушак камербанд (cummerbund). Брюки носятся либо с камербандом, либо с подтяжками, обычный ремень не носится.
История смокинга происходит от бархатных курточек, в которых принято было курить в домашней обстановке, дабы не испортить пеплом дорогой фрак. В 1880-х годах принц Уэльский Эдуард (будущий король Эдуард VII) стал появляться в пиджаках из чёрной либо темно-синей шерсти, напоминавших пиджаки для курения, но имевших более «формальный» вид. Вскоре этот тип вечерней одежды стал популярен среди аристократической молодежи в Англии в качестве альтернативы фраку на не столь торжественных мероприятиях, таких как домашние или клубные обеды, отчего и стал именоваться dinner jacket — «пиджак для обедов», а вместе с брюками dinner suit — «костюм для обедов». В США dinner suits стали именовать «таксидо» (Tuxedo) по названию элитного клуба в штате Нью-Йорк, члены которого первыми в Америке приняли этот стиль. В некоторых же европейских странах, включая Францию и Россию, закрепился термин смокинг — по названию курточек для курения, от которых произошел dinner suit / tuxedo.
Несмотря на то, что мода в разные десятилетия влияла на внешний вид смокинга и сегодня можно найти смокинги самого разного фасона, классический смокинг очень мало отличается от того, каким он был в начале XX века. Традиционный смокинг либо двубортный (в случае чего допустимо разное количество пуговиц), либо однобортный, с одной покрытой шелком пуговицей; лацканы отделаны шёлком; пиджак не имеет разрезов сзади. Рубашка либо из ткани «пике» (piqué), либо со складками на груди. На рубашке позволительны как обычные пришитые пуговицы, так и вставные пуговицы (studs), идентичные запонкам. В Англии с 1930-х годов на рубашках для смокингов не приняты стоячие воротнички, однако в других странах стоячие воротнички допустимы.